# Сташевская, Мария Клеменса
Мария Клеменса Сташевская (пол. Maria Klemensa Staszewska, в миру — Гелена, 30 июля 1890, Злочев, Лодзинское воеводство — 27 июля 1943, концлагерь Освенцим, Верхняя Силезия) — блаженная Римско-католической церкви, монахиня. Входит в число 108 блаженных польских мучеников, беатифицированных римским папой Иоанном Павлом II во время его посещения Варшавы 13 июня 1999 года.

## Биография
Родилась в 1890 году в Злочеве. Её родители были Чарльз и Мэри Казинскис. Она выросла в большой семье — у неё было 12 братьев и сестёр.
В 1921 году вступила в монашескую женскую конгрегацию «Сёстры-урсуланки Римской Унии» в Кракове, приняв монашеское имя Мария Клеменса. Жила в монастырях в Закопане, Станиславове, Ченстохове, Гдыне.
Во время Второй мировой войны, при оккупации Польши немецкими войсками, помогала бедным, раненым, укрывала евреев от преследований. 26 января 1943 года была арестована гестапо и депортирована в лагерь смерти Аушвиц. Её регистрационный номер в лагере — 38102.

## Память
13 июня 1999 года был беатифицирована римским папой Иоанном Павлом II вместе с другими польскими мучениками Второй мировой войны.
День памяти — 12 июня.